# Шевцов, Георгий Георгиевич
Гео́ргий Гео́ргиевич Шевцо́в (1908, с. Миргородка ныне Бурлинского района Западно-Казахстанской области, Казахстан — 9 января 1945, Хотин (северо-восточнее г. Комарно), Словакия) — гвардии младший сержант Красной Армии, участник Великой Отечественной войны, Герой Советского Союза (1945, посмертно). Командир башни танка 21-й гвардейской танковой бригады, 5-й гвардейский танковый корпус, 6-я гвардейская танковая армия, 2-й Украинский фронт.

## Биография
Родился в 1908 в селе Миргородка ныне Бурлинского района Западно-Казахстанской области области в семье крестьянина. Русский. Окончил 7 классов. Жил в посёлке Облавское того же района. Работал трактористом, бригадиром тракторной бригады колхоза. Член ВКП(б) с 1944 года.
В Красной Армии в 1929—1931 годах и с июня 1941 года, когда был призван на фронт Великой Отечественной войны.
19—27 августа 1944 года в составе экипажа в боях за освобождение городов Бырлад, Фокшани, Бузэу (Румыния) уничтожил несколько танков и штурмовых орудий противника, его экипаж захватил подготовленный к взрыву мост через реку Сирет.
Указом Президиума Верховного Совета СССР от 24 марта 1945 года Шевцову Георгию Георгиевичу присвоено звание Героя Советского Союза с вручением ордена Ленина и медали «Золотая Звезда».
Погиб 9 января 1945 года у населённого пункта Хотин (северо-восточнее города Комарно, Словакия), где и похоронен. В посёлке Облавское именем Героя названы школа, пионерская дружина и улица, установлен бюст.